# Eulimnadia oryzae
Eulimnadia oryzae är en kräftdjursart. Eulimnadia oryzae ingår i släktet Eulimnadia och familjen Limnadiidae. Inga underarter finns listade i Catalogue of Life.